# Pine Grove (Virginie-Occidentale)
Pour les articles homonymes, voir Pine Grove.
Pine Grove est une ville américaine située dans le comté de Wetzel en Virginie-Occidentale.
Selon le recensement de 2010, Pine Grove compte 552 habitants. La municipalité s'étend sur 0,38 milles carrés (0,98 km2), dont 0,35 milles carrés (0,91 km2) de terres.
Pine Grove signifie « pinède » et fait référence aux pins qui s'y trouvaient lors de sa fondation,. La ville devient une municipalité en 1907.